# Гуцулка Ксеня (песня)
Гуцулка Ксеня (укр. Гуцулка Ксеня, IPA: [ˈɦut͡sulʲkɑ ksɛnjɑ]) — украинская народная песня в стиле танго 1930-х годов. По одним источникам авторство слов принадлежит Роману Савицкому, учителю из села Бачина, а авторство музыки — Ивану Недильскому, композитору и дирижёру из села Золотой Поток.
По другим источникам как текст, так и музыка принадлежит Барничу, композитору и дирижёру, уроженцу села Балинцы, позже вставившему песню в свою одноимённую популярную оперетту.

## Сюжет
В песне рассказывается о молодой гуцулке Ксении, славящейся своей красотой. Действие песни происходит в Карпатских горах. В ней отражены темы любви и предательства, восхищения горной природой, гордость за региональную идентичность, а также прославляются традиции и дух гуцульской культуры.

## Версия первая
Согласно этой версии, автором песни является украинский дирижёр, педагог и общественный деятель Ярослав Барнич. По воспоминаниям Елены Верхановской, племянницы Барнича, тот часто бывал у них дома в Коломые, приезжая из Станиславова (ныне Ивано-Франковск), и что там он работал над песней. Эту версию поддерживают также некоторые ученики и современники Барнича.
Жена Барнича, актриса Ярослава Рубчак пишет о переезде (1929) в Станиславов(ныне Ивано-Франковск), учительском труде мужа и о том, что это был особенно творческий период в жизни композитора:
Каждый школьный концерт был событием в Станиславове… В то время он начал компоновать музыку легкого жанра. Помню, когда я с детьми вернулась с одних каникул домой, то Ярослав сделал нам неожиданность. Сел у цитры (фортепиано у нас еще не было) и заиграл две свои композиции к словам проф. Романа Савицкого — два танго: «Ой, соловей» и «Мальчик, парень». Мы были в восторге и просто заставили его дальше что-то столь легкое и мелодичное творить. За короткое время появились такие его произведения, как «О, красивая крале», «Поздно», «Молодые эмериты», «Письмо» и, наконец, славное танго — песня «Гуцулка Ксеня».
Предполагается, что прототипом персонажа Ксении послужила Ксения Клиновская из Небылова, села Рожнятовского района. Сообщается, что она училась в Станиславове и была музой Барнича. Однако документальных свидетельств, подтверждающих эти сведения, мало.
В 1938 году Барнич написал оперетту «Гуцулка Ксеня», в которую вошла и эта песня.

## Версия вторая
Согласно этой версии авторство песни принадлежит Роману Савицкому, учителю из села Бачина Львовской области. У Савицкого не было формального музыкального образования, но он принимал участие в местной музыкальной жизни в Станиславове.
Считается, что слова песни он написал во время приезда летом в деревню Шешоры, где гостил у родственников. Дочь его кузена, Ксения, приняла участие в местном празднике и в шутку попросила его написать для неё песню. Музыку позже написал Иван Недильский.
Барнич лишь включил элементы песни в свою оперетту «Гуцулка Ксеня» (1938).

## Текст песни
| Оригинал | Перевод Юны Мориц |
| --- | --- |
| Темна нічка гори вкрила, Полонину всю залила, А в ній постать сніжнобіла — Гуцул Ксеню в ній пізнав. Він дивився в очі сині, Тихо спершись на соснині, І слова ніжні любові Він до неї промовляв: Гуцулко Ксеню, Я тобі на трембіті Лиш одній в цілім світі Розкажу про любов. Душа страждає, Звук трембіти лунає, Та що серце кохає, Бо гаряче, мов жар. Вже пройшло гаряче літо, Гуцул іншу любив скрито, А гуцулку чорнобриву Він в останню ніч прощав. В Черемоші грали хвилі, Сумували очі сині, Тільки вітер на соснині Сумну пісню вигравав: Гуцулко Ксеню, Я тобі на трембіті Лиш одній в цілім світі Розкажу про свій жаль. Душа страждає, Звук трембіти лунає, Та що серце кохає, Бо гаряче, мов жар. | Ночка льётся на равнины И на горные вершины, А гуцул увидел Ксеню, Белоснежную во тьме, В очи синие глядел он, Чуть к сосне прижавшись телом, Чаровал словами нежно Белоснежную во тьме: Гуцулка Ксеня, Я тебе на трембите Лишь одной на планете Расскажу про любовь. Душа страдает, А трембита играет, А любовью пылает Моё сердце и кровь. Лето жаркое минуло, Есть другая у гуцула, А с гуцулкой чернобровой Ночь прощальная была. В Черемоше волны скачут, Очи синие не плачут, Только в соснах песня ветра, Песня грустная плыла: Гуцулка Ксеня, Я тебе на трембите Лишь одной на планете Расскажу про любовь. Душа страдает, А трембита играет, А любовью пылает Моё сердце и кровь. |

## Культурное воздействие
Песня продолжает оставаться актуальной в украинской культуре и сегодня, часто исполняется на культурных мероприятиях и фольклорных фестивалях, а также регулярно звучит в различных украинских музыкальных программах. В 2019 году была создана экранизация оперетты Барнича «Гуцулка Ксеня».